# Pro Evolution Soccer 2009
Pro Evolution Soccer 2009 (oficialmente abreviado como PES 2009 y conocido como World Soccer: Winning Eleven 2009 en su versión japonesa) es un videojuego de fútbol para PlayStation 2, PlayStation 3, PC, Xbox 360, PlayStation Portable y Nintendo Wii que se lanzó a la venta en el 2008. Este es el octavo videojuego de la serie Pro Evolution Soccer.
En la portada aparece Lionel Messi. En la mayoría aparece solo, pero en otras se lo ve acompañado de Andrés Guardado.
Jon Murphy, jefe del proyecto de PES en Konami Digital Entertainment, ha comentado sobre el juego que «El anuncio de un nuevo PES es siempre un hecho importantísimo para Konami, pero PES 2009 está llamado a reafirmar la superioridad de la franquicia». Murphy también ha destacado: «Estamos comprometidos a ampliar el realismo en el nuevo juego con un número importante de mejoras en jugabilidad, con las que conseguiremos producir un juego de fútbol que verdaderamente plasme toda la técnica y dé un paso más allá de los juegos actuales».

## Demostración
La demo de Pro Evolution Soccer 2009 fue lanzada el 2 de octubre de 2008 para PlayStation 3, Xbox 360 y PC. Los clubes disponibles en el mismo fueron Manchester United, Liverpool, Real Madrid y Barcelona y las selecciones nacionales de Italia y Francia. También incluye vídeos promocionales con detalles sobre los nuevos modos de juego "Become a Legend" y "Legends".

## Modos de juego
- Modo Partido: En este modo se encuentran:
  - Exhibición: El jugador elige dos equipos para disputar un partido amistoso.
  - Partido de Penaltis: El jugador elige dos equipos para disputar un partido amistoso por penaltis.

- Modo Liga Master: En este modo el jugador debe elegir un equipo de los presentes en el juego y realizar transferencias en el mismo, jugando partidos en la liga seleccionada.

- Modo Ser Una Leyenda: El jugador crea un futbolista (que puede ser mediocampista o delantero) y lo controla desde el inicio de su carrera hasta su retiro, pasando por distintos clubes y hasta llegando a conseguir un puesto en la selección nacional (no disponible en Wii).

- Modo Tour Mundial: En este modo el jugador debe elegir un equipo de los presentes en el juego y disputar encuentros completando las misiones que se pide en cada partido. Cuando el usuario finalice las 100 misiones, ganará el Tour Mundial.

- Modo UEFA Champions League: En este modo el jugador debe elegir un equipo europeo para disfrutar del mayor campeonato del fútbol de dicho continente (no disponible en PS2).

- Modo Liga: En este modo el jugador debe elegir una liga de las que aparecen en el juego y de ella elegir un equipo para disputar el torneo completo. Entre las ligas se encuentran:
  - Premier League: Es el campeonato inglés de fútbol. El jugador elige uno de los 20 equipos de ella y disputar el torneo.
  - La Liga: Es el campeonato español de fútbol. El jugador elige uno de los 20 equipos de ella y disputar el torneo.
  - Ligue 1: Es el campeonato francés de fútbol. El jugador elige uno de los 20 equipos de ella y disputar el torneo.
  - Serie A: Es el campeonato italiano de fútbol. El jugador elige uno de los 20 equipos de ella y disputar el torneo.
  - Eredivisie: Es el campeonato holandés de fútbol. El jugador elige uno de los 18 equipos de ella y disputar el torneo.
  - Liga Internacional: El jugador debe elegir un equipo y disputar con el un torneo con otros clubes. La cantidad de los mismos y la elección de torneos cortos o largos queda a cuenta del jugador.

- Modo Copa: En este modo el jugador debe elegir una de las copas que aparecen en el juego. Entre las copas se encuentran.
  - La Copa de Europa: Es el campeonato europeo de fútbol. El jugador elige uno de los países de dicho continente y disputar el torneo.
  - La Copa de África: Es el campeonato africano de fútbol. El jugador elige uno de los países de dicho continente y disputar el torneo.
  - La Copa de América: Es el campeonato americano de fútbol. El jugador elige uno de los países de dicho continente y disputar el torneo.
  - La Copa de Asia-Oceanía: Es el campeonato asiático y oceánico de fútbol. El jugador elige uno de los países de dicho continente y disputar el torneo.
  - La Copa Internacional: Es el campeonato mundial de fútbol. El jugador elige uno de los países del mundo y disputar el torneo.
  - Copa Konami: Es el campeonato que puede ser definido a elección del jugador. El mismo deberá elegir si se trata de un torneo a modo de liga (largo o corto), de un torneo a modo eliminatorio, la cantidad de equipos y de jugadores, el sistema de alargue y de penales, entre otras cosas.

- Modo Selección de Partidos: En este modo el jugador podrá elegir cuatro equipos y de ellos seleccionar los jugadores que él quiera para disputar un partido.

- Modo Editar: En este modo el jugador puede modificar a los jugadores, sus apariencias, sus estadísticas, los equipos, los nombres de las ligas, copas, entre otras cosas.

- Modo Galería: En este modo el jugador puede ver el historial del juego, los trofeos ganados, los créditos, distinciones individuales, la cantidad de tiempo que se permaneció en cada modo, entre otras cosas.

- Modo Ajuste de Sistema: En este modo el jugador puede configurar el idioma en pantalla y en los comentarios.

- Modo Comunidad: En este modo el jugador podrá jugar en línea con distintas personas en la comunidad realizando torneos y otro tipo de ligas.

- Modo Entrenamiento: En este modo el jugador debe elegir un equipo para entrenarse a su manera: tiros al arco, tiros libres, corners, entre otras cosas. Existe también el entrenamiento intensivo, donde el jugador debe entrenarse de manera más complicada.

## Selecciones nacionales

### Europa
| - Alemania - Austria - Bélgica - Bulgaria - Croacia - Dinamarca - Escocia - Eslovaquia - Eslovenia - España - Finlandia - Francia - Gales - Grecia - Hungría - Inglaterra | - Irlanda - Irlanda del Norte - Israel - Italia - Noruega - Países Bajos - Polonia - Portugal - República Checa - Rumania - Rusia - Serbia - Suecia - Suiza - Turquía - Ucrania |

### África
| - Camerún - Costa de Marfil - Egipto Vuelta - Ghana | - Nigeria - Senegal Vuelta - Sudáfrica - Túnez |

### Norte, Centroamérica y Caribe
- Canadá Nuevo
- Costa Rica
- Estados Unidos
- México

### Sudamérica (8)
| - Argentina - Brasil - Chile - Colombia - Ecuador | - Paraguay - Perú - Uruguay |

### Asia y Oceanía
| - Arabia Saudita - Australia - China - Corea del Sur | - Emiratos Árabes Unidos Nuevo - Irán - Japón - Tailandia Nuevo |

Notas

Negrita – Equipos totalmente licenciados

Nuevo – Equipos nuevos en la serie

Vuelta – Equipos que vuelven a la serie

## Competiciones
Por primera vez, Konami pudo adquirir los derechos para la UEFA Champions League.
| Nacionales      | Nacionales            | Nacionales | Nacionales |
| Región          | Competición           | Licencia   | Notas      |
| --------------- | --------------------- | ---------- | ---------- |
| Inglaterra      | Premier League        | 3          |            |
| Inglaterra      | FA Cup                | 3          |            |
| Francia         | Ligue 1               | 1          |            |
| Francia         | Copa de Francia       | 2          |            |
| Italia          | Serie A               | 2          |            |
| Italia          | Copa Italia           | 2          |            |
| Países Bajos    | Eredivisie            | 1          |            |
| Países Bajos    | KNVB Beker            | 2          |            |
| España          | Liga BBVA             | 3          |            |
| España          | Copa del Rey          | 3          |            |
| Internacionales |                       |            |            |
| Europa          | UEFA Champions League | 1          | Nueva      |

1: Licenciada.
2: Logo y nombre de la competición no están licenciados.
3: Logo y nombre de la competición, más escudos y nombres de algunos equipos no están licenciados.
1. ↑  Clubes licenciados: Manchester United y Liverpool.
2. ↑  Clubes licenciados: Real Madrid, Athletic Club, Barcelona, Deportivo de La Coruña, Español, Mallorca y Villarreal. Se licenciaron Atlético de Madrid, Sevilla, Racing de Santander y Valladolid mediante una actualización.

4: Ficticia.

### Ligas
| - Premier League **** (20) - Ligue 1 * (20) - Serie A ** (20) | - Eredivisie * (18) - Liga BBVA *** (20) - UEFA Champions League * (37) |

Clubes no licenciados
Premier League
- North London - Arsenal FC
- West Midlands Village - Aston Villa FC
- Lancashire - Blackburn Rovers FC
- Middlebrok - Bolton Wanderers FC
- London FC - Chelsea FC
- Merseyside Blue - Everton FC
- West London White - Fulham FC
- Yorkshire Orange - Hull City AFC
- Man Blue - Manchester City FC
- Teeside - Middlesbrough
- Tyneside - Newcastle United
- Pompy - Portsmouth FC
- The Potteries - Stoke City FC
- Wearside - Sunderland AFC
- North East London - Tottenham Hotspur FC
- West Midland Stripes - West Bromwich Albion
- East London - West Ham United FC
- Lancashire Athletic - Wigan Athletic

La Liga
- ALM Rojo/Blanco - UD Almería
- SEV Verde/Blanco - Real Betis
- GIJ Rojo/Blanco - Real Sporting de Gijón
- RHU Azul/Blanco - Recreativo de Huelva
- MLG Blanco/Azul - Málaga CF
- NUM Rojo - CD Numancia
- PAMP Rojo - CA Osasuna
- SANT Blanco/Verde - Racing de Santander
- VAL Narangja - Valencia CF

*: Ligas y clubes licenciados.
**: Liga no licenciada con todos sus clubes licenciados.
***: Liga no licenciada con solo doce clubes licenciados.
****: Liga no licenciada con solo dos clubes licenciados (Manchester United y Liverpool). 

### Otros equipos
| \| Región \| Equipo \| \| --------------- \| --------------------- \| \| Bélgica \| Anderlecht \| \| Bélgica \| Club Brugge \| \| Bélgica \| Standard Liège \| \| Croacia \| Dinamo Zagreb \| \| Dinamarca \| Brøndby \| \| Dinamarca \| Copenhague \| \| Escocia \| Celtic \| \| Escocia \| Rangers \| \| Finlandia \| HJK Helsinki \| \| Grecia \| AEK Atenas \| \| Grecia \| Olympiacos \| \| Grecia \| Panathinaikos FC \| \| Noruega \| Rosenborg \| \| Portugal \| Sporting de Portugal \| \| Portugal \| Benfica \| \| Portugal \| Porto \| \| República Checa \| SK Slavia Praga \| \| Rumania \| Steaua Bucareşti \| \| Rumania \| CFR Cluj \| \| Rusia \| Spartak Moscow \| \| Rusia \| Zenit San Petersburgo \| \| Serbia \| Estrella Roja \| \| Suiza \| Basilea \| \| Suecia \| AIK Solna \| \| Suecia \| Hammarby IF \| \| Suecia \| IFK Göteborg \| \| Turquía \| Beşiktaş \| \| Turquía \| Fenerbahçe \| \| Turquía \| Galatasaray \| \| Ucrania \| Dynamo Kiev \| \| Ucrania \| Shakhtar Donetsk \| \| Argentina \| Boca Juniors \| \| Argentina \| River Plate \| \| Brasil \| SC Internacional \| |                       |
| Región | Equipo                |
| Bélgica | Anderlecht            |
| Bélgica | Club Brugge           |
| Bélgica | Standard Liège        |
| Croacia | Dinamo Zagreb         |
| Dinamarca | Brøndby               |
| Dinamarca | Copenhague            |
| Escocia | Celtic                |
| Escocia | Rangers               |
| Finlandia | HJK Helsinki          |
| Grecia | AEK Atenas            |
| Grecia | Olympiacos            |
| Grecia | Panathinaikos FC      |
| Noruega | Rosenborg             |
| Portugal | Sporting de Portugal  |
| Portugal | Benfica               |
| Portugal | Porto                 |
| República Checa | SK Slavia Praga       |
| Rumania | Steaua Bucareşti      |
| Rumania | CFR Cluj              |
| Rusia | Spartak Moscow        |
| Rusia | Zenit San Petersburgo |
| Serbia | Estrella Roja         |
| Suiza | Basilea               |
| Suecia | AIK Solna             |
| Suecia | Hammarby IF           |
| Suecia | IFK Göteborg          |
| Turquía | Beşiktaş              |
| Turquía | Fenerbahçe            |
| Turquía | Galatasaray           |
| Ucrania | Dynamo Kiev           |
| Ucrania | Shakhtar Donetsk      |
| Argentina | Boca Juniors          |
| Argentina | River Plate           |
| Brasil | SC Internacional      |

## Estadios
| Número | Estadio                   | Nombre real      | País                        | Equipo                 |
| ------ | ------------------------- | ---------------- | --------------------------- | ---------------------- |
| 1      | Estadio da Luz            | Licenciado       | Bandera de Portugal         | SL Benfica             |
| 2      | Estadio do Dragão         | Licenciado       | Bandera de Portugal         | FC Porto               |
| 3      | Estadio José Alvalade     | Licenciado       | Bandera de Portugal         | Sporting de Portugal   |
| 4      | Santiago Bernabeu         | Licenciado       | Bandera de España           | Real Madrid            |
| 5      | Camp Nou                  | Licenciado       | Bandera de España           | Barcelona              |
| 6      | San Siro                  | Licenciado       | Bandera de Italia           | Internazionale y Milán |
| 7      | Stadio Olimpico           | Licenciado       | Bandera de Italia           | Roma y Lazio           |
| 8      | Stadio Olimpico di Torino | Licenciado       | Bandera de Italia           | Torino                 |
| 9      | Stade Louis II            | Licenciado       | Bandera de Mónaco           | AS Monaco              |
| 10     | Stade de France           | Licenciado       | Bandera de Francia          | Francia                |
| 11     | Wembley Stadium           | Licenciado       | Bandera de Inglaterra       | Inglaterra             |
| 12     | Konami Stadium            |                  |                             |                        |
| 13     | Orange Arena              | Amsterdam ArenA  | Bandera de los Países Bajos |                        |
| 14     | Regenbogen Platz          | Allianz Arena    | Bandera de Alemania         |                        |
| 15     | Antlion Colosseum         | El Monumental    | Bandera de Argentina        |                        |
| 16     | Ville Marie Stadium       | Emirates Stadium | Bandera de Inglaterra       |                        |
| 17     | Bristol Mary Stadium      | Veltins-Arena    | Bandera de Alemania         |                        |
| 18     | Stockholm Arena           | Råsunda Stadion  | Bandera de Suecia           |                        |

## Comentaristas
- Jon Champion y Mark Lawrenson.
- Jon Kabira, Tsuyoshi Kitazawa y Florent Dabadie.
- Wolff-Christoph Fuss y Hansi Küpper.
- Christian Jeanpierre y Laurent Paganelli.
- Juan Carlos Rivero y Julio Maldonado "Maldini".
- Pierluigi Pardo y José Altafini.
- Christian Martinoli y Luis García.

## Banda sonora
| - Acid Jazz Halftime Hero - Acid Jazz Ambiguous Tea - Acid Jazz Rest And Strain - Big Beat Super Saviour - Drum'n'Bass Preparedness - Electrock Bring it On - Electrock Kickin' For A Livin - Electrock On Time/All Mine - Funk Get easy - Funk Small and Fat - Grunge All About The Money - Grunge Big Shoes - Grunge Lay Low - Indie/Pop Echoes In My Head - Indie/Pop Straighten Out - Indie/Rock Where The Sun Meets The Sea - Indie/Rock Testament - Indie/Rock Hearts & Nails - Indie/Rock Today Somehow - Indie/Rock Do It Again - Indie/Rock People Power | - Latin House Like A Dance - Pop Let's Move - Pop My Epiphany - Pop We're on your team - Punk Born to Win - Punk Love of the Game - Punk Everyman For Himself - Punk High stakes - Rock Hero For A Day - Rock We're Alright - Rock The game moved - Rock The level - Rock Get Your Game On - Rock Yellow Card - Techno From East to West - Trance 22 Heroes - Trance Winning Anthem (Original Version) - Trance r.e.d. - Trip Hop Be Your Answer - Trip Hop Franken Girl - Trip Hop Harder Ground |

## Opiniones
Ha recibido diversas críticas, tales como:

"A pesar de la falta de movimiento en relación con los nuevos modos, las licencias y mejoras de la Liga Master, PES 2009 sigue siendo el juego que te hará volver a por más. Tenga la seguridad, PES 2009 ha vuelto a ser mejor en la cancha. Esperemos que Konami pueda agregar algunas ideas frescas para la próxima temporada."
(CVG). Puntaje: 8.8

"No hay duda de que el PES 2009 es el juego más divertido de fútbol en el mercado. Hay una sensación de que esto no es más que el juego de las entregas anteriores, pero no se puede negar que se juega tan bien como siempre. Las personas que decidan pasar la próxima temporada en la compañía de PES no serán decepcionadas." (IGN)
J.K. Thompson. Puntaje: 8.5

"Si usted se pega con Konami, PES 2009 crecerá en ti. Pero el hecho es que el PES sólo podrán definir junto con la FIFA en las áreas donde el juego de Konami es fuerte, se queda corto en otros, y nunca podría aspirar a competir con la brillantez y los contratos que la producción de EA está gobernando desde hace años."
Eurogamer. Puntaje: 7